# North Manly
North Manly är en del av en befolkad plats i Australien. Den ligger i kommunen Warringah och delstaten New South Wales, i den sydöstra delen av landet, omkring 11 kilometer nordost om delstatshuvudstaden Sydney. Antalet invånare är 2 736.
Trakten är tätbefolkad. Närmaste större samhälle är Sydney, omkring 11 kilometer sydväst om North Manly. Genomsnittlig årsnederbörd är 1 380 millimeter. Den regnigaste månaden är februari, med i genomsnitt 200 mm nederbörd, och den torraste är juli, med 36 mm nederbörd.